# Jean V. de Pontevès
Jean V. de Pontevès (ab 1571) Comte de Carcès (* 1510 in Flassans; † 20. April 1582 daselbst) war ein französischer Kapitän in den Hugenottenkriegen, der vor allem in der Provence operierte. Seine Anhänger, kompromisslose Katholiken, wurden Carcistes genannt.

## Biographie
Jean V. de Pontevès war der Sohn von Honoré de Pontevès, Seigneur de Carcès et de Cotignac, und Clermonde de Forbin. Durch den Tod seines Vaters 1537 wurde er nicht nur Herr des Familienbesitzes, sondern auch Oberhaupt des provenzalischen Adels. Er war nacheinander Generalkapitän der Galeeren, Gentilhomme ordinaire der Chambre du Roi, Lieutenant du Roi en Provence et des Mers du Levant (1560); 1562 wurde er in den Ordre de Saint-Michel aufgenommen. Am 3. August 1566 wurde er Commandant de Provence.
Durch Patentbrief von März 1571 wurde die Herrschaft Carcès zur Grafschaft erhoben unter Einbeziehung von Cotignac, Flassans, Porquerolles, Château-Neuf, Buoux, La Molle, Tavernes, Brue-Auriac, Artignosc und Tourtour, sowie mit der Befugnis, am Sitz der Grafschaft eine Lieutenance einzurichten, die am 22. November 1573 gegründet wurde. Grund für die Erhebung zur Grafschaft waren die Dienste, die Jean de Pontevès dem König während der Hugenottenkriege erwiesen hatte.
1572 bestimmte er Christophe de Villeneuve, Seigneur de Vaucluse, zu seinem Gesandten bei König Karl IX., um einen Widerruf des allgemeinen Massakers an den Protestanten zu erreichen, obwohl er selbst ein glühender Katholik war. Dank ihm und der Hilfe von Großseneschall Honorat I. de Savoie, blieb die Provence von der Bartholomäusnacht (24. August 1572) verschont. Honorat I. de Savoie starb am 11. Oktober 1572 und Jean de Pontevès wurde am 16. Oktober sein Nachfolger als Großseneschall.
Jean de Pontevès war Oberhaupt der katholischen Carcistes oder Marabouts (für „wild und grausam“), die ab 1578 gegen die Razats des Maréchal de Retz kämpften, die sich auf die Herren von Oppède, Oraison und Allemagne stützten. Die beiden Lager verwüsteten die Provence, brandschatzten, vergewaltigten und begingen weitere Grausamkeiten. Das Parlement d’Aix verurteilte zuerst das Verhalten der Carcisten, und erlaubte, „sie zu überrennen und in Stücke zu schneiden“. Auf diesen Befehl hin nahm ein Teil der Provence die Waffen auf und in wenigen Tagen kamen 96 Carcistes vor Cuers ums Leben, 400 wurden in Cabasse niedergesäbelt und ebenso viele starben vor Lorgues. Die gesamte Garnison der Burg von Trans wurde dem Schwert übergeben, und Carcès selbst verdankte seine Rettung nur der Ankunft von Caterina de’ Medici in der Provence.
Während des Kriegs von 1574 stellte er Truppen in Barjols auf, um die Aktionen der mit den Protestanten verbündeten Politiques zu unterbinden: sie wurden schnell verhaftet und verurteilt. 1575 holte er die von den Protestanten eroberten Plätze zurück.
Gegen Ende seines Lebens zog er sich nach Salon zurück und überließ es seinem Neffen Hubert de Garde de Vins (Sohn seiner Schwester Honorée und von Gaspard de la Garde, Seigneur de Vins), seinen Kampf fortzusetzen.

## Ehe und Familie
Jean de Pontevès heiratete 1547 Marguerite de Brancas, Tochter von Gaucher de Brancas (Haus Brancas) und Isabeau d’Agoult de Montauban. Ihre Kinder waren:
- Gaspard de Pontevès (1557–1610), 2. Comte de Carcès, Großseneschall und Gouverneur der Provence; ⚭ 1588 Éléonore de Prez de Montpezat († nach 1658), Tochter von Melchior des Prez, Seigneur de Montpezat, und Henriette de Savoie, Marquise de Villars
- Marguerite de Pontevès; ⚭ (1) 1563 Claude de Villeneuve-Trans (1547–1579); ⚭ (2) Gabriel de Varadier; ⚭ (3) 1588 Melchior de Forbin-Janson, † nach 1626
- Lucrèce de Pontevès († um 1583); ⚭ 1572 Jean de Castellane (1544–1589), Seigneur de La Verdière
- Gabrielle de Pontevès; ⚭ Jacques d’Agoult-Montauban († 1590)
- Isabeau de Pontevès († nach 1605); ⚭ 1559 Louis de Castellane Adhémar de Monteil († 1598), Comte de Grignan
- Clarice de Pontevès; ⚭ 1586 Gaspard de Forbin († 1637), Seigneur de Soliers